# Syllis ergeni
Syllis ergeni är en ringmaskart som beskrevs av Çinar 2005. Syllis ergeni ingår i släktet Syllis och familjen Syllidae. Inga underarter finns listade i Catalogue of Life.